# 双头河
双头河，位于中华人民共和国广东省河源市连平县境内，是连平河右岸支流，发源于连平县西部冬桃嶂西南，蜿蜒西南流至崧岭村（原崧岭镇）后转东南流，至隆街镇三坑村以西的河口屯汇入连平河。河长28千米，流域面积168平方千米。